# 久保まな
久保 まな（くぼ まな、1998年7月6日 - ）は、日本のモーターサイクル・モトクロスライダー。

関西大学総合情報学部に在籍時に、学長奨励賞を受賞している。

関西大学卒業後、社会人となり全日本モトクロス選手権に参戦している。

2022年、全日本モトクロス選手権レディースクラスシリーズチャンピオン。
京都府生まれ、身長161cm、血液型O型。

## 略歴
4歳のころからモトクロスに乗り始める。
2010年から全日本モトクロス選手権レディースクラスにスズキ RM85で参戦する。
予選の走りには定評があり、2017年の第1戦九州大会で初優勝を果たし、決勝での走りでも結果を残す。
2013年からJ:COM京都とスポンサー契約を結んでおり、『みやびじょんワイド』や『デイリーニュース京都』に出演している。
2019年からハスクバーナに乗り換え、全日本モトクロス選手権と全日本エンデューロ選手権にもフル参戦する。
全日本モトクロス選手権第2戦　関東大会で優勝する。この優勝は全日本モトクロス選手権シリーズでハスクバーナの初めて優勝となる。
2021年はHONDA CRF150RⅡに乗り換える。第6戦 HSR九州大会で優勝する 。
2022年は第4戦 近畿大会ヒート1と第5戦 HSR九州大会で優勝する。

2022年シリーズは久保まなと川井麻央が同ポイントで終了した。両者の優勝回数も2回と並んでおり、2位の入賞回数が1回多い久保が、規定によりシリーズチャンピオンとなった。
2023年1月4日、現役生活を終えることを自身のInstagramとTwitterで表明した。

## レース戦績

### 全日本モトクロス レディースクラス
| 年     | 順位 | バイク            | ゼッケンNo. | 所属チーム                       |
| ------ | ---- | ----------------- | ----------- | -------------------------------- |
| 2010年 | 43位 | スズキ RM85       | #55         | -                                |
| 2011年 | 17位 | スズキ RM85       | #43         | -                                |
| 2012年 | 13位 | スズキ RM85       | #17         | -                                |
| 2013年 | 7位  | スズキ RM85       | #13         | SRFスポーツ with KUBO RC Ｊ:COM  |
| 2014年 | 6位  | スズキ RM85       | #7          | SRFスポーツ with KUBO RC Ｊ:COM  |
| 2015年 | 5位  | スズキ RM85       | #6          | SRFスポーツ with KUBO RC Ｊ:COM  |
| 2016年 | 5位  | スズキ RM85       | #5          | SRFスポーツ with KUBO RC Ｊ:COM  |
| 2017年 | 2位  | スズキ RM85       | #5          | SRMマウンテンライダーズ          |
| 2018年 | 5位  | スズキ RM85L      | #2          | SRMマウンテンライダーズ          |
| 2019年 | 4位  | ハスクバーナ TC85 | #5          | Seezoo MICHELIN elf              |
| 2020年 | 3位  | ハスクバーナ TC85 | #4          | Seezoo MICHELIN RK               |
| 2021年 | 3位  | HONDA CRF150RⅡ    | #3          | ホンダドリーム京都東 TEAM HAMMER |
| 2022年 | 1位  | HONDA CRF150RⅡ    | #3          | TEAM HAMMER                      |